# Naples (Dakota del Sud)
Naples è un comune (town) degli Stati Uniti d'America della contea di Clark nello Stato del Dakota del Sud. La popolazione era di 41 abitanti al censimento del 2010.

## Geografia fisica
Naples è situata a 44°46′13″N 97°30′46″W (44.770222, -97.512858).
Secondo lo United States Census Bureau, la città ha una superficie totale di 0,36 km², dei quali 0,36 km² di territorio e 0 km² di acque interne (0% del totale).
A Naples è stato assegnato lo ZIP code 57271 e lo FIPS place code 44620.

## Storia
Naples deve il suo nome alla città di Napoli (Naples in inglese) in Italia, da dove provenivano un gruppo di funzionari o operai italiani della Chicago, Milwaukee, St. Paul and Pacific Railroad.

## Società

### Evoluzione demografica
Secondo il censimento del 2010, la popolazione era di 41 abitanti.

### Etnie e minoranze straniere
Secondo il censimento del 2010, la composizione etnica della città era formata dal 90,24% di bianchi, il 9,76% di afroamericani, lo 0% di nativi americani, lo 0% di asiatici, lo 0% di oceanici, lo 0% di altre etnie, e lo 0% di due o più etnie. Ispanici o latinos di qualunque etnia erano lo 0% della popolazione.